# Génebaud de Laon
 (janvier 2016).
Si vous disposez d'ouvrages ou d'articles de référence ou si vous connaissez des sites web de qualité traitant du thème abordé ici, merci de compléter l'article en donnant les références utiles à sa vérifiabilité et en les liant à la section « Notes et références ».
Génebaud fut le premier évêque de Laon, mort vers 550. Il est reconnu saint par l'Église catholique.

## Hagiographie

Blason des évêques de Laon

Génebaud, fils de saint Celsin, et neveu de Remi de Reims, fut nommé par ce dernier à la tête de l'évêché de Laon dont il fut le premier évêque au VIe siècle. 
Mais Génébaud était marié, ce qui, à l'époque, ne posait pas problème, pourvu qu'il restât chaste. Mais après son ordination, il fit encore deux enfants à sa femme, alors qu'il était déjà évêque. Il alla avouer sa faute à saint Remi qui l'enferma pendant sept ans dans une cellule non loin de l'église Saint-Julien à Laon, afin qu'il pratiquât la pénitence, avant de reprendre ses fonctions
Son fils Latro (en) lui succéda et fut évêque de vers 550 à 570, et fut d'ailleurs canonisé, tout comme son père.
Génebaud serait mort vers 550, et est fêté le 5 septembre

## Culte de saint Génebaud
Plusieurs églises sont dédiées à Génebaud : 
- L'église Saint-Génebaud à Delouze-Rosières
- La chapelle Saint-Génebaud à Laon

## Sources
- Alban Butler, Vies des pères des martyrs et des autres principaux saints, Louvain, 1831.
- J.E. Stadtler, Vollständiges Heiligenlexicon, t. II, p. 370.
- Bibliotheca sanctorum, t. VI, p. 110-111.
- Jorrand, J. 2019. Laon. La chapelle Saint-Génebaud. In Gillon, P., & Sapin, C. (Eds.), Cryptes médiévales et culte des saints en Île-de-France et en Picardie. Villeneuve d'Ascq : Presses universitaires du Septentrion. doi :10.4000/books.septentrion.91578